# Меша Селимович
Ме́ша Сели́мович (також зустрічається написання імені Меха, Мехмет; серб. Меша Селимовић або Meša Selimović, нар.26 квітня 1910, Тузла, Австро-Угорщина — пом.11 липня 1982, Белград, Югославія) — югославський боснійський письменник.

## Життєпис
Меша Селимович народився 26 квітня 1910 року в мусульманській заможній родині в Тузлі. Закінчив школу та гімназію в Тузлі.

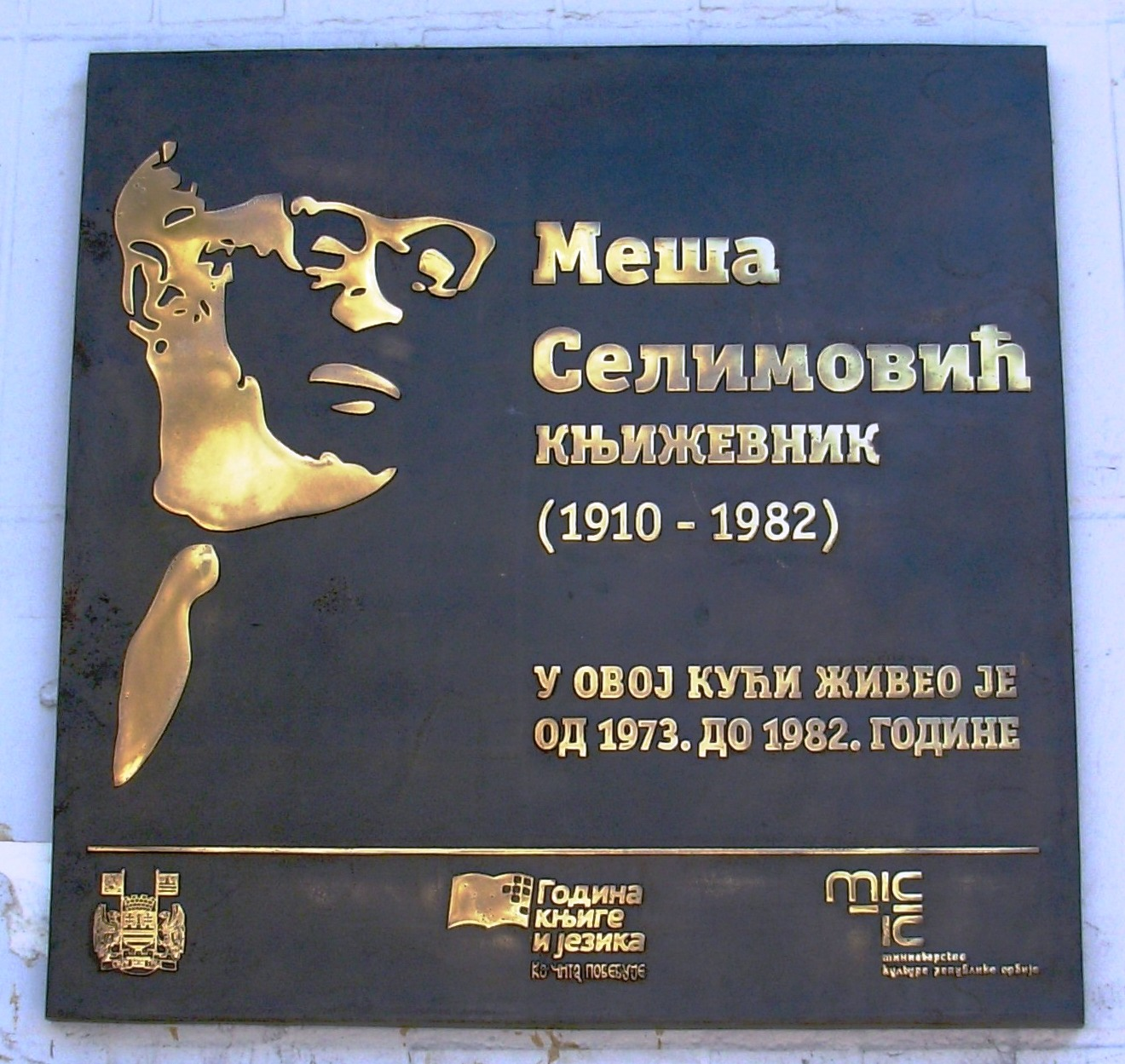

У 1930—34 рр. навчався на філософському факультеті Белградського університету, де вивчав сербськохорватську мову та югославську літературу.
У період від 1935 по 1941 рр. М. Селимович працював учителем у гімназії.
У роки Другої світової війни брав участь у партизанському русі, його було заарештовано.
У повоєнний час викладав у Високій педагогічній школі, був художнім керівником кіностудії «Босна-фільм», директором Народного театру.
З 1947 по 1971 рр. жив у місті Сараєво, згодом переїхав до Белграду.
Меша Селимович є почесним доктором Сараєвського університету, лауреатом премії Негоша та премії часопису «НИН» (обидві 1967 рік) тощо.

## Творчість
У літературі Меша Селимович дебютував військовою прозою. Писав сербською мовою. Перша збірка оповідань Селимовича — «Prva četa» («Перший загін») була опублікована у 1950 році. Наступна збірка оповідань «Tuđa zemlja» («Чужа
земля») — у 1962 році.
Меша Селимович написав свій перший роман «Tišine» («Мовчання») у 1962 році. Наступним його доробком був поетичний роман «Magla i mjesečina» («Туман і місячне
світло»), написаний у 1965 році. Селимович у 1948 році починає писати критичні статті. Протягом 1950—1952 років опублікував найвидатніші праці-дискусії про Марка Марулича, Стефана Сремца, Хасана Кукича і Йована Дучича.
Найвідомішими творами письменника є історико-філософські романи-притчі «Дервіш і смерть» і «Твердиня».
Твори

Статуя М. Селимовича в середмісті Тузли

Московське видання творів М. Селимовича з серії «Майстри сучасної прози» (1987)

- Прва чета / «Перший загін» (1950, книга оповідань)
- Туђа земља / «Чужа земля» (1957, книга оповідань і сценаріїв для кіно).
- Ноћ и јутра/ «Ніч і ранки» (1958, кіносценарій)
- Тишине/ «Тиша» (1961, роман).
- Магла и мјесечина / «Туман і місяць» (1965, роман)
- Есеји и огледи / Есе та огляди (1966)
- Дервиш и смрт / «Дервіш і смерть» (1966, історичний роман)
- За и против Вука / «За і проти Вука (Караджича)» (1967, есе)
- Тврђава / «Твердиня» (1970, історичний роман)
- Острво / «Острів» (1974, роман)
- Круг / «Коло» (1983, незакінчений роман)

Переклади
За СРСР вийшли ряд російських перекладів творів М. Селимовича, зокрема, окремі воєнні оповідання зі збірки «Чужа земля» було надруковано в популярному всесоюзному літературному часописі «Иностранная литература» (1969, № 3, стор. 137—164).
У 1987 році видавництво «Радуга» в серії «Майстри сучасної прози» (рос. Мастера современной прозы) видало в перекладі О. Романенко та О. Кутасової том творів Селимовича, що містив 2 його найвідоміші романи: «Дервіш і смерть» і «Твердиня».
Українською мовою роман Меші Селимовича «Фортеця» побачив світ у перекладі професора Івана Ющука наприкінці 80-тих років XX століття.
Переклад роману «Дервіш і смерть» українською здійснила Катерина Калитко, книга вийшла 2017-го р. у видавництві «Круговерть».